# 河原子駅
河原子駅（かわらごえき）は、茨城県日立市河原子町四丁目にあった、日立電鉄日立電鉄線の駅（廃駅）である。

## 歴史
- 1947年（昭和22年）9月1日：日立電鉄線大甕 - 鮎川間開通に伴い開業。
- 1948年（昭和23年）7月20日：約300 m常北太田寄りに移転。
- 1962年（昭和37年）：早朝及び深夜時間帯に限り駅員無配置とする。
- 1963年（昭和38年）7月24日：駅舎をホームと同じ高さに移設。
- 1966年（昭和41年）：ラッシュ時のみ駅員配置とする。
- 1987年（昭和62年）10月1日：自動券売機設置につき無人化。
- 1997年（平成9年）12月15日：駅舎を移設。
- 2005年（平成17年）4月1日：日立電鉄線の廃線にともない廃止。
- 2006年（平成18年）10月頃：駅舎が解体される。

## 駅構造

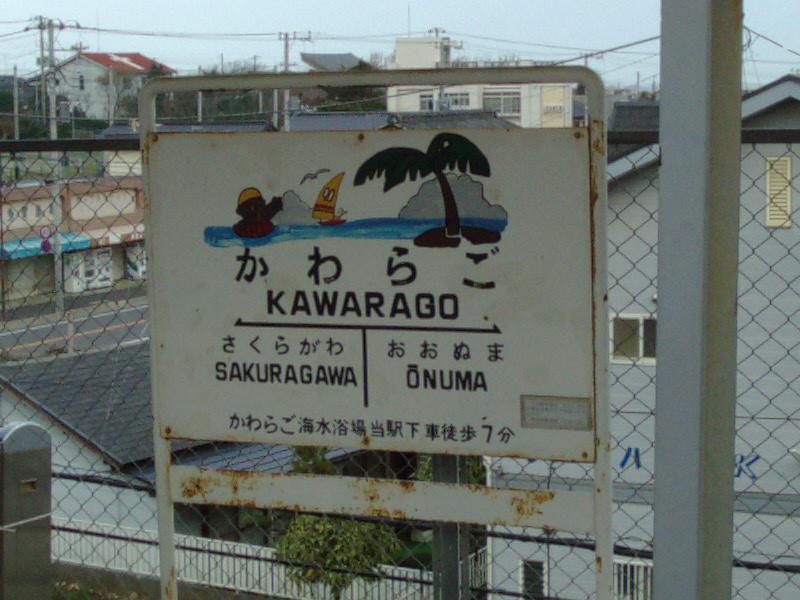
駅名標（2005年3月）

茨城県道61号日立笠間線を乗り越える築堤上に位置した、単式ホームの無人駅であった。
当駅が現在の位置に移転した当時は駅舎はホームから階段を降りた道の脇にあったが、その後ホームと階段の入口との間に設置された小さな駅舎に変更された。また自動券売機および乗車駅証明書発行機が設置されていた。

## 駅周辺
- 東日本旅客鉄道（JR東日本）常磐線常陸多賀駅 - 乗り換え駅ではなかった。
- 日立市立河原子小学校
- 日立河原子郵便局
- 国道245号
- 河原子街道
- 河原子海水浴場 - 日本の海水浴場88選・快水浴場百選
- 河原子漁港
- 東福寺
- 天満神社

## 隣の駅
日立電鉄
日立電鉄線
大沼駅 - 河原子駅 - 桜川駅